# Cronologia dell'evoluzione dei primati
Sequenza dei momenti più importanti nella cronologia dell'evoluzione dei primati.

## Era Cenozoica
- intorno a 66 milioni di anni fa (65,5 ± 0,3 milioni di anni fa)- (Cretacico superiore - Paleogene)[1]
  - Inizio dell'era Cenozoica o Era terziaria (fino a 65,5 ± 0,3 milioni di anni fa) dell'eone Fanerozoico

### Periodo del Paleocene

#### Epoca Daniana
- intorno a 65,5 ± 0,3 milioni di anni fa (Paleocene - Daniano)
  - Inizio del periodo del Paleogene - (fino a 23 milioni di anni fa)
  - Inizio dell'epoca del Paleocene - (fino a 55,8 ± 0,2 milioni di anni fa)[1]
  - Qui avviene la cosiddetta estinzione di massa del  Cretacico-Paleogene (in passato nota come Cretacico-Terziario, Limite K-T), che pone fine all'Era secondaria, o Mesozoico, probabilmente dovuta all'impatto di un asteroide o un corpo cometario del diametro stimato di circa 10 km (le cui tracce si possono ritrovare nel Cratere di Chicxulub) equivalente alla detonazione di una potenza esplosiva pari a circa 5.0×1023 joules di energia, approssimativamente 100.000 gigatoni di TNT[1], nell'impatto. Questo evento disastroso provocò con molta probabilità l'estinzione dei dinosauri non-aviani.
- intorno a 65 milioni di anni fa (Paleocene - Daniano)
  - Compare il Purgatorius, genere di proto-primate, o precursore dei Plesiadapiformes, i cui fossili sono stati trovati in Montana in un deposito di 65 milioni di anni fa. Probabilmente è l'antenato comune fra i plesiadapiformes e i primati. È classificabile nel superordine Euarchonta, nel ramo che contiene rispettivamente l'ordine dei Dermoptera, dei Plesiadapiformi e dei Primates. Sicuramente si è evoluto dopo la separazione dei dermotteri.

#### Epoca Selandiana
- intorno a 60 milioni di anni fa (Paleocene - Selandiano)
  - Presunta presenza dei Plesiadapiformi ordine parallelo ai primati estinto nel tardo Eocene, appartenente al superordine Euarchonta comune ai primati stessi. È sicuramente l'ordine meno distante filogeneticamente dai primati, invece è dubbia la discendenza dei primati stessi da questo ordine di primatoidi estinti.
  - Comparsa dei primi primati conosciuti, del genere Teilhardina, famiglia Omomyidae, primati da alcuni classificati nel sottordine aplorrini, probabili antenate delle scimmie (comprendenti tutte le scimmie, platirrine e catarrine, uomo compreso), e dei tarsi, ma più probabilmente antenati o comunque paralleli (sister-group) degli aplorrini. Nello stesso periodo compaiono le Adapidae, presunte antenate delle proscimmie. È proprio in questo periodo che si differenziano le proscimmie stesse (sottordine Strepsirrhini dell'ordine dei primati, comprendente lemuri, Aye aye e galagoni) dalle scimmie propriamente dette (sottordine Haplorrhini dell'ordine dei primati, comprendente tarsi e scimmie propriamente dette).

### Periodo dell'Eocene

#### Epoca Ypresiana
- intorno a 55,8 ± 0,2 milioni di anni fa (Eocene - Ypresiano)[1]
  - Inizio dell'epoca del Eocene - (fino a 33,9 ± 0,1 milioni di anni fa)[1]
- intorno a 55 milioni di anni fa (Eocene - Ypresiano)
  - Presenza in Nordamerica del Cantius frugivorus, protoproscimmia classificata nel sottordine Strepsirrhini, infraordine Adapiformes, famiglia Nothactidae, forma iniziale di primati, più evoluta delle Plesiadapiformes, forse un antenato comune fra scimmie e proscimmie.
  - In Nordamerica si ha la presunta presenza dello Smilodectes gracilis, protoproscimmia classificata nel sottordine Strepsirrhini, infraordine Adapiformes, famiglia Nothactidae: probabilmente uno dei primi primati diurni finora conosciuti.
- intorno a 50 milioni di anni fa (Eocene - Ypresiano)
  - è accertata, in Nordamerica (Wyoming) la comparsa delle scimmie del genere Shoshonius, classificate nel sottordine Haplorrhini, famiglia Omomyidae, che condividono molte caratteristiche con gli attuali tarsi, ma anche con le più evolute scimmie, tale che qualcuno li ritiene antenato comune fra queste ultime e i tarsi stessi.

#### Epoca Luteziana
- intorno a 47 milioni di anni fa (Eocene - Luteziano)
  - Presunta datazione delle scimmie del genere Teilhardina in Asia orientale, probabili antenate delle scimmie dello infraordine Simiiformes (comprendenti tutte le scimmie, platirrine e catarrine).
- intorno a 45 milioni di anni fa (Eocene - Luteziano)
  - Presunta datazione delle scimmie del genere Eosimias in Cina, presunte antenate di tutte scimmie del vecchio mondo

#### Epoca Priaboniana
- intorno a 36 milioni di anni fa (Eocene - Priaboniano)
  - comparsa delle scimmie del genere Apidium in Africa, prime scimmie del vecchio mondo - (fino a 34 milioni di anni fa)
- intorno a 35 milioni di anni fa (Eocene - Priaboniano)
  - comparsa di Aegyptopithecus zeuxis in Egitto, antenata delle scimmie antropomorfe - (fino a 33 milioni di anni fa)